# Jeronim
Jeronim – wieś w Słowenii, w gminie Vransko. W 2018 roku liczyła 225 mieszkańców.